# 2014年冬季残疾人奥林匹克运动会日本代表团
2014年冬季残疾人奥林匹克运动会日本代表团是日本派出的2014年冬季残疾人奥林匹克运动会代表团。获得3枚金牌、1枚银牌和2枚铜牌。